# 归德镇 (资中县)
归德镇，是中华人民共和国四川省内江市资中县下辖的一个乡镇级行政单位。2019年12月，撤销甘露镇，将其所属行政区域划归归德镇管辖。

## 行政区划
归德镇下辖以下地区：
归德场社区、特建村、包家湾村、亢家山村、祠堂村、童家嘴村、天鹅山村、宝庄寺村、李古坳村、石板坳村、窑湾村、罗汉道村、官斗山村、芦高山村、麻柳河村、荆竹林村、尾寨门村、印盒村、天灯村、七里村、凤凰村、长兴村、羊子岩村、楠木厅村和月亮峡村。